# یوسف حدائق
شیخ یوسف حدائق از سیاستمداران شیرازی بود، که در دوره نخست بعنوان نماینده شیراز در مجلس شورای ملی حضور داشت.